# Québec insolite
Québec insolite est une collection de livres de Danielle Goyette publiés aux éditions Michel Quintin, . Chaque titre traite de choses étranges et contient des photos prouvés non-truquées.

## Livres
- Fantômes et lieux étranges
- Maisons hantées
- Monstres des lacs
- Sorcière et wiccans
- Anges et guides célestes
- Ovnis
- Histoires miraculeuses
- Croques-morts et thanatologues